# 합리정서행동치료
합리정서행동치료(Rational Emotive Behavior Therapy, REBT) 또는 '인지정서행동치료'란 인지주의 심리학적 입장에서 정서적 및 행동적 문제와 장애를 해결하고 삶의 질을 높일 수 있게 하는 포괄적이고 적극적인 지침, 철학적 및 경험적 근거를 가지는 심리요법이다. REBT는 미국의 정신과 의사이자 심리학자였던 알버트 엘리스 (Albert Ellis)가 아시아계, 그리스계, 로마계 및 현대 철학자들의 많은 교훈에서 영감을 얻어 만들어졌으며 발전되었다. REBT는 인지행동치료(CBT)의 한 형태로써 1950년대 중반에 처음으로 엘리스에 의해 설명되었다. 그는 이후 2007년에 작고할 때까지 이와 관련된 연구를 계속 진행하였다.

## 역사
합리정서행동치료(REBT)란 실제 상담에서 사용되는 심리 치료 시스템으로 알버트 엘리스(Albert Ellis)가 수립 한 이론이다. 엘리스는 1956년에 미국 심리학 협회에서 그의 이론을 발표한 후 1957년 "합리적인 심리 요법과 개별 심리학"이라는 제목의 독창적인 논문을 발표했다. 이 논문을 발표하면서 그는 합리적 치료이론(Rational Therapy)-합리정서행동치료의 기존 명칭-에 대해서 알프레드 아들러(Alfred Adler)의 개인 심리학과의 유사점과 차이점에 대한 루돌프 드레이크르(Rudolf Dreikurs)와 다른 사람들의 질문에 대해 신중하게 답변했다. 엘리스는 1960년대 중반에 정신과 의사 아론 백(Aaron Beck)과 만남을 가졌는데 아론 벡은 약 10년 후 처음으로 "인지 치료"를 시작하였다. 엘리스는 자신의 이론이 정서적인 측면에서의 접근을 무시하는 것으로 오해를 받자 1961년 ”합리정서치료(Rational Emotive Therapy: RET)"로 이름을 바꾸었다. 1993년 이후에는 인지-정서-행동적인 측면을 함께 생각하는 포괄적이고 합리적인 관점임을 나타내기 위해서 "인지정서행동치료(Rational Emotive Behavioral Therapy: REBT)"로 명칭을 바꾸었다.
엘리스는 합리정서행동치료의 영감을 고대의 철학, 특히 스토아학파의 영향을 받았다고 밝혔다. 그중에서 스토아학파 후기의 철학자 에픽테토스(Epictetos/Epictetus)의 "인간은 일에 의해서가 아니라 일을 받아들이는 방식에 의해 불안해진다."라는 사상에 큰 영향을 받았다고 한다. 예를 들어서, 엘리스의 첫 번째 이론이자 주된 이론인 합리적 치료이론은 외부의 것들에 의해 정서적으로 영향을 받는 사람은 거의 없다고 가정하며 "외부의 일과 사건에 대한 그의 인식, 태도 또는 내면화된 문장에 큰 영향을 받는다."에 의한 철학적 근거를 설명하고 교본에 에픽테토스가 쓴 것과 비교하였다. 수 세기 후 셰익스피어는 에픽테토스의 사상에 대해 햄릿(Hamlet)에서 "어느 것에도 좋고 나쁨은 없지만 생각이 그렇게 만든다."라는 새로운 해석을 하였다. 엘리스는 또한 현대의 치료사들, 특히 폴 찰스 듀부아(Paul Charles Dubois)를 인정하였지만, 그가 치료법을 개발한지 몇 년 후에 그의 작품을 읽었다고 한다.

## 이론적 가정
엘리스는 인간은 이성에 따라 합리적이고 올바른 사고를 할 수 있는 동시에 왜곡된 사고를 할 수도 있는 잠재기능을 가지고 태어났다고 생각하였다. 합리정서행동치료의 근본적인 전제는 동일한 부정적 상황이라도 개인에 따라 자신과 타인을 둘러싼 세계에 대한 의미와 철학, 평가하는 신념 등에 따라서 각자 다르게 받아들일 수 있으며 만약 비합리적으로 상황을 받아들일 경우 심리적 장애를 경험할 수 있다는 것이다. 이 개념은 로마 시대에 비슷한 생각을 하였던 것으로 알려진 철학자 에픽테토스에게서 유래된 것으로 종종 인용되었다. REBT에서 피상담인은 심리적인 교란 및 변화에 대한 A-B-C-D-E-F이론(ABC 인지행동모델)을 학습하여 이러한 전제를 배우고 자신의 상황에 적용한다. ABC 인지행동모델이란 선행사건(Activating event)과 그것을 받아들이는 신념(Belief)-합리적 신념(Rational Belief: RB)와 비합리적 신념(Irrational Belief: IB)-으로 인한 결과(Consequence)의 과정으로 사람이 어떤 일을 받아들이는 방식을 설명한 것이다. 여기에서 선행사건은 판단의 이전에 일어난 사건으로 외부의 상황, 생각, 느낌 또는 다른 종류의 내부적 사건을 포함된다.
A-B-C 모델에서 가장 중요한 비합리적인 신념이란 개인이나 집단이 가지고 있는 비논리적이거나 비현실적인 신념을 의미한다. 합리정서행동치료에서는 사람들의 부정적 행동을 유발하는 모든 형태의 신념을 비합리적 신념이라고 지칭한다. 이것은 어떠한 방식으로도 타당화될 수 없고, 융통성 없는 사고방식으로 주로 “∼을 절대 해서는 안된다.”, “∼을 하면 비참해질 것이다.” 등의 형태를 띤다. 선행사건을 신념체계를 통해 해석함으로써 정서적-행동적 결과가 생긴다. 만약 비합리적 신념체계를 통해 선행사건을 받아들였을 경우 심리적 장애 또는 심할 경우 정신적 질환이 발생한다. A-B-C에 이르는 과정을 통해서 내담자가 가진 비합리적 신념이 드러났을 경우 내담자의 심리적 문제를 해결하기 위해서 논박(Dispute)이 이루어진다. 논박이란 내담자의 비합리적 신념체계의 문제점을 논리적, 실용적, 현실적으로 지적하고 의문을 제기하여 비합리적 신념을 합리적 신념으로 바꾸는 과정이다. 이 과정에서 형성된 합리적 신념체계를 통해 받아들인 사건은 긍정적인 효과(Effect)와 감정(Feeling)을 가져온다.
합리정서행동치료에서는 모든 인간이 타고난 이성적(자기 자신과 스스로를 돕고 건설적인 일을 함)인 경향 및 기대감과 비합리적인 경향 및 기대감을 모두 갖고 있다고 가정한다. 또한 사람들이 자기 비난, 자기 연민, 임상적 분노, 상처, 죄의식, 우울증, 불안 등의 정서적 어려움과 지연, 강박, 회피, 중독과 같은 행동 및 행동 경향을 가지고 있다고 주장한다. 이것은 교육 과정에도 적용이 되어서 상담사가 비합리적 신념과 철학을 식별하는 방법을 내담자에게 가르친 다음 적극적으로 질문하고 논박하며 보다 합리적이고 자조적인 것으로 대체하기 위하여 종종 사용되기도 한다. 이를 통하여 내담자는 건설적인 합리적 사고와 감정 그리고 행동 방식을 얻을 수 있다. 합리정서행동치료의 주목적 중 하나는 부정적인 선행사건이 사람들의 삶에서 발생할 때마다 사람들에게 죄책감, 실망, 좌절감, 짜증 등의 감정을 느끼게 하는 선택권이 자기 자신에게 있음을 알려주는 것으로 사람들이 부정적 상황에 스스로 대처할 수 있는 능력을 길러준다.
정신기능 장애에서의 인지 - 정서 - 행동적 과정에 대해서 알버트 엘리스는 다음과 같이 설명한다. "인간의 사고와 감정, 행동은 실제로는 서로 다른 과정이 아니라 각각의 과정이 상당히 겹치고 순수한 상태로는 거의 이루어지지 않습니다. 우리가 감정이라고 부르는 것의 대부분은 편견, 또는 강하게 인식되는 종류의 생각입니다. 하지만 감정과 행동은 사고가 감정과 행동에 영향을 미치는 것처럼 사고에 상당한 영향을 미치고 영향을 줍니다. 평가는 인류의 근본적인 특성으로 피드백 메커니즘을 가진 일종의 폐쇄 회로에서 작동하는 것처럼 보입니다. 우선 지각은 응답을 편향시키고 응답은 후속 지각을 편향시키는 경향이 있습니다. 또한 이전의 인식은 후속 인식을 편향시키는 것처럼 보이고, 이전의 응답은 후속 응답을 편향시키는 것처럼 보입니다. 우리가 느끼는 것은 거의 항상 평가 또는 평가 요소를 가지고 있습니다."
합리정서행동치료에 따르면 일반적으로 개인이 가지고 있는 신념 중 많은 부분이 생물학적으로 어린 시절에 주입되었고 이후 성인으로 성장하는 과정에서 여러 가지 사건을 경험하면서 이러한 신념이 더 확고해진다고 한다. 이런 신념과 사람들의 심리 사이의 연관 관계를 이용하여 상담을 통해 내담자의 심리 질환을 해소하는 기법이 바로 합리정서행동치료이다. 엘리스는 알프레드 코르지브스키(Alfred Korzybski)가 이 사고에 중요한 영향을 미쳤다는 이유로 자기 패배적 성향의 비합리적 신념의 역할을 설명할 때 일반적인 의미론과의 유사점을 인정한다.
엘리스가 이 이론을 개발해낸 시기 대부분의 정신과 상담은 정신분석적 접근을 기반으로 이루어졌다. 정신분석 치료는 지그문트 프로이트의 이론으로부터 발전했는데, 그는 사람의 심리가 의식과 무의식으로 나뉘어져 있다고 주장하였고 사람의 심리에 영향을 끼치는 것은 의식 뿐 아니라 무의식도 포함된다고 밝혔다. 실제로 많은 사례들을 통해 정신분석치료가 효과가 있다는 것이 밝혀졌지만, 이런 방식으로 심리적 장애를 치료하는 데에는 많은 시간과 돈이 들었다. 그런 상황에서 엘리스는 과거의 사건에 거의 중점을 두지 않는 대신에 현재의 평가와 철학적 사고-자신과 관련지어 생각하고 행동하는 방식, 사람들의 생활환경을 변화시키는 데에 초점을 맞추는 새로운 이론을 개발해냈다. 그의 새로운 이론은 정신분석 치료와 달리 오랜 시간과 비용이 들지 않는다는 점에서 기존과 다른 차별성을 가지고 있다.

## 심리적 기능 장애
이 이론의 주된 핵심은 비합리적이고 기능 장애가 있는 사고·행동 방식이 인간의 정서 및 행동적 자기 패배주의와 사회적 패배주의의 많은 부분에 영향을 끼친다는 것이다. 합리정서치료에서는 일반적으로 사람들이 유연한 선호, 욕망 및 소망을 절대적이고 치명적인 명령으로 바꿀 때 교란 또는 혼란이 발생할 수 있다고 가르친다.
알버트 엘리스는 인간이 다음과 같은 세 가지의 핵심 신념 또는 철학을 통해 스스로를 방해한다고 제시했다.
1. 나는 어떠한 상황에서라도 나에게 주어진 역할을 훌륭하게 수행하여야 하며 중요한 결정 사항이 있을 경우 나 이외의 사람들의 승인을 얻어야 한다. 만약에 실패한다면 그것은 굉장히 끔찍한 일일 것이고 나는 항상 실패하고 고통을 받을 만큼 무능하고 가치 없는 사람일 것이다.-부정적인 상황과 마주했을 때 이러한 신념을 고수하는 것은 불안, 공황, 우울, 절망, 무가치함 등의 감정을 야기하는 경향이 있다.
2. 나와 관계를 맺은 사람들은 어떤 상황에서라도 나를 항상 친절하고 공정하게 대우하여야 한다. 그렇지 않을 경우 그들은 끔찍하고 나쁜, 무가치한 사람들이다. 그들은 좋은 삶을 살아갈 자격이 없으며 나에게 한 가증스러운 행동들의 대가로 가혹한 처벌을 받아야 한다.-부정적인 상황과 마주했을 때 이러한 신념을 고수하는 것은 분노, 복수심 등의 감정을 야기하는 경향이 있다.
3. 내가 살고 있는 환경은 항상 나에게 유리하고, 안전하고, 번거롭지 않으며 손쉽게 나를 즐겁게 할 수 있어야 한다. 그렇지 않을 경우 굉장히 무섭고 끔찍한 상황으로 나는 그런 상황을 결코 견딜 수 없을 것이다. 따라서 이런 환경에서는 내가 살아가는 것이 거의 불가능하므로 살 가치가 없을 것이다.-부정적인 상황과 마주했을 때 이러한 신념을 고수하는 것은 좌절과 불편함, 편협함, 자기 연민, 분노, 우울 등의 감정과 결정을 지연하고 상황을 회피하는 등의 행동을 야기하는 경향이 있다.
합리정서행동치료에서는 일반적으로 비합리적 신념의 핵심에는 명시적이거나 암묵적인 엄격한 요구와 명령이 있다고 가정한다. 그리고 혼란스러움, 좌절, 편협함 등의 부정적인 감정과 지나친 일반화 등은 이것의 결과로 나타난다고 한다. 이 이론에 따르면 사람들이 평가를 내릴 때의 감정과 행동적 신념 체계가 잘못 작용하여 형성된 철학의 핵심은 비현실적이고 임의적이며 비뚤어진 추론 및 사고의 왜곡에 영향을 끼칠 가능성이 매우 높다고 한다. 그러므로 합리정서행동치료에서는 ‘반드시’, ‘무조건’, ‘해야만 하는 일’ 등의 엄격한 요구와 명령을 지나치게 많이 할 경우 부정적인 결과를 야기할 수 있음을 먼저 가르친다.
더욱이 합리정서행동치료에서는 일반적으로 과대평가가 지나친 일반화로부터 나온다는 점을 지적한다. 사람들은 사건-보통 원하지 않았던 것에 대해서-을 문맥에서 벗어나 과장하고 확대하며 대부분의 경우에 긍정적인 면을 무시한다고 한다. 예를 들어, 혼란은 홀로코스트-2차 세계대전 당시 나치 독일이 저질렀던 유대 민족의 대학살-처럼 재앙이나 공포와 같은 원하지 않던 상황에 대한 부분적인 정신적 학대로 무엇인가를 본래보다 더 나쁘게 인식하는 것을 넘어서 상당한 수준의 부정적인 감정을 느끼는 것에서 야기된다.
합리정서행동치료 이론에 필수적인 것은 때때로 사람들이 그들의 1차 교란 위에 새우는 2차 교란에 대한 개념이다. 엘리스는 다음과 같이 강조한다.
"자신의 의식과 생각에 대해서 스스로 고민할 수 있는 능력으로 인해 사람들은 스스로 교란을 극복할 수 있고 자신의 감정적 교란을 심화시키는 비효과적인 시도를 할 수도 있다.'

## 정신건강
합리정서행동치료에서는 정신 건강이 자조, 유연함, 논리·경험적인 사고방식, 감정 표현 및 행동 방식과 상당 부분 밀접한 관련이 있다고 주장한다. 부정적인 선행 사고를 감지했을 때 합리적 신념을 가진 사람은 이를 통해서 합리적이고 자의적으로 상황을 해석하고, 평가하고, 반응한다. 이 경우 결과적으로 건강하고 건설적인 정신 건강을 가질 수 있다. 이것은 상대적으로 자의적인 사람이 결코 부정적인 감정을 겪지 않는다는 것은 결코 아니다. 하지만 합리정서행동치료에서는 건강에 좋지 않은 감정과 그 결과 나타나는 부정적인 행동을 최소한으로 유지하기를 희망한다.

## REBT의 역할
앞서 설명했던 바와 같이, 합리정서행동치료는 이론과 실습을 병행하는 치료 시스템이다. 일반적으로 REBT의 목표 중 내담자가 불필요하게 자신을 화나게 한다는 사실을 배우고, 자신의 분노를 조절하는 방법을 가르친 다음 이를 활용하여 내담자가 이전보다 더 행복하고 충만한 삶을 영위할 수 있도록 돕는 것이다. 치료의 주안점은 합리정서행동치료 교육 모델을 기반으로 하여 내담자의 특성에 맞춰 치료 계획을 수립하는 것이다. REBT는 치료사 또는 상담사가 무조건적인 수용 또는 긍정적인 측면을 입증함으로써 치료의 효과가 높아진다는 이론을 제시하지만, 항상 내담자를 따뜻하게 격려하고 돌보는 관계를 구축하도록 강요되는 것은 아니다. 치료사 또는 상담사의 역할은 내담자가 스스로의 문제를 극복하는 과정에 있어서 내담자의 우려를 이해하고 다음 단계로 나아갈 수 있도록 격려하는 촉진제 및 교사로 일하는 것을 포함한다.

## 효과적인 프로세스
REBT와 CBT는 심리 치료적 효율성과 이론적 토대를 검증하고 실제 상담을 지원하기 위한 연구 기반을 가지고 있다. 전 세계 곳곳에서 이루어진 과학적 경험 연구에 의하면 REBT가 여러 종류의 정신 병리학, 상태 및 문제의 해결에 효과적인 치료법으로 주요하게 다룰 필요가 있다는 점이 언급된 바 있다. 방대한 양의 상담 결과와 실험 연구가 REBT와 CBT의 효과를 뒷받침하며 최근 이루어진 REBT의 무작위 임상 실험에서의 긍정적인 결과는 REBT의 효능을 다시금 입증하였다. REBT는 심리 요법 분야에서 가장 많이 연구된 이론 중 하나이며, 많은 양의 임상 경험과 현대 심리 연구가 성격과 심리 치료에 대한 많은 REBT 이론적 가정을 지지하고 있다.